# Dommartin-le-Franc
Dommartin-le-Franc là một xã thuộc tỉnh Haute-Marne trong vùng Grand Est đông bắc nước Pháp. Xã này nằm ở khu vực có độ cao trung bình 188 mét trên mực nước biển.
Sông Blaise chảy theo hướng bắc qua thị trấn. Đây là nơi sinh của Elzéard Auguste Cousin de Dommartin.